# デボン・スティル
デボン・スティル（Devon Still 1989年7月11日- ）はニュージャージー州カムデン出身の元アメリカンフットボール選手。現役時代のポジションはディフェンシブタックル。

## 経歴

### プロ入り前
デラウェア州ウィルミントンの高校に進学、高校3年次にはチームキャプテンに選ばれ、59タックル（18ロスタックル）をあげた。バスケットボールと陸上競技のメンバーでもあった。
ペンシルベニア州立大学に進学した彼は、ジョー・パターノの下で2008年から2011年まで4シーズン過ごした。2011年にはチームキャプテンに選ばれ、ビッグ・テン・カンファレンスの最優秀守備選手に選ばれた。同カンファレンスでディフェンシブタックルが選ばれたのは、チームメートだったジャレッド・オドリックに続いて2人目であった。この年アウトランド・トロフィーとベドナリク賞のファイナリストに選ばれている。スポーティングニュースからは、オールアメリカンファーストチームに選ばれた。

### プロ入り後
2012年のNFLドラフトでは、ドラフトに招待されたが、初日に1巡指名はされず、2巡でシンシナティ・ベンガルズに指名された。この年開幕から8試合に出場し、157スナップに出場、0.5サックをあげるにとどまった。
2014年、シーズン開幕前に4歳の娘の小児がんの治療のため、100%の努力が行えず、ベンガルズから解雇された。その後プラクティススクワッド契約を結んだ。この契約はベンガルズのヘッドコーチ、マービン・ルイスの温情によるもので、彼はロードへの遠征においてはチームに帯同することを免除された。9月10日、アクティブロースターに昇格、直後のアトランタ・ファルコンズ戦では3タックルをあげた。
2015年9月5日、ベンガルズからウェイバーされた。
2016年1月6日、ヒューストン・テキサンズとフューチャー契約を結んだ。2017年にニューヨーク・ジェッツと契約し、同年12月23日に現役引退を表明した。

## 人物
前述の通り、2014年に娘がステージ4の小児がんを患ったことを公表した。その後がんは寛解した。
従兄弟のアート・スティル、レボン・カークランドもNFLでプレーし、それぞれプロボウルに選ばれている。